# لنس پرسیوال
لنس پرسیوال (انگلیسی: Lance Percival؛ ۲۶ ژوئیهٔ ۱۹۳۳ – ۶ ژانویهٔ ۲۰۱۵) بازیگر و سخنران عمومی اهل بریتانیا بود. وی بین سال‌های ۱۹۶۱ تا ۲۰۱۵ میلادی فعالیت می‌کرد.
از فیلم‌ها یا برنامه‌های تلویزیونی که وی در آن نقش داشته است، می‌توان به برای قهرمانان خیلی دیر است و زیردریایی زرد اشاره کرد.